# Medvědovití
Medvědovití (Ursidae) jsou velicí savci z řádu šelem. Největší a zároveň nejznámější zástupci této čeledi jsou medvěd hnědý (zvláště poddruh kodiak) a medvěd lední. Na Moravě, ve Slezsku a na Slovensku se vyskytuje medvěd brtník (Ursus arctos arctos); zaznamenán byl i v Čechách.

## Popis
Medvědovití mají zpravidla robustní postavu, velkou lebku, krátký ocas a silné nohy s dlouhými nezatažitelnými drápy, kterými mohou jediným úderem zabít i velké zvíře. Samci jsou výrazně větší než samice. Srst bývá černé, hnědé nebo bílé barvy, obvykle mají na prsou žlutý nebo bílý znak. Podle dlouhého čenichu, malých očí a uší se dá usuzovat, že mají výborný čich, špatný zrak a sluch. Stoličky některých druhů ztratily řezací a trhací funkci. Místo toho jsou ploché, s hrbolky a jsou výborným nástrojem k drcení vegetace.
Medvědovití velmi dobře šplhají. Chodí pomalu, při chůzi se dotýkají země všemi pěti prsty i patou, ale dokáží výrazně zrychlit, příp. útočí bleskově.
Na svoji velikost jsou medvědi relativně mrštnými a obratnými tvory. Velkou část jejich domnělé tloušťky způsobují tukové zásoby, chránící před chladem a poskytující energetické zásoby. U medvěda ledního se jedná až o 10 cm silnou vrstvu.

## Potrava
Medvědovití jsou všežravci, potravu většiny druhů medvědovitých tvoří většinou maso (včetně ryb, měkkýšů, členovců, kroužkovců, příp. zdechlin) a rostliny a jejich části (kořeny, bobule). Výhradně na maso se specializuje medvěd lední, protože nežije v prostředí s vegetací, zatímco panda velká je téměř výlučně býložravec a potravní specialista – živí se bambusovými výhonky. Medvědi si opatřují potravu především ve dne (medvěd malajský v noci) a na rostlinnou stravu se zaměřují více než ostatní šelmy; proto tráví mnohem více času krmením.

## Původ
Předkem současných medvědů je oligocenní šelma rodu Cephalogale dosahující přibližně velikosti dnešní pandy červené. V oligocénu dosahovali předchůdci medvědů podobných rozměrů a měli všichni dlouhý ocas. V průběhu evoluce se medvědi zvětšovali, až se stali největšími suchozemskými šelmami s masivní hlavou, silným tělem a krátkým ocasem. Místem původu medvědů byla Euroasie.

## Klasifikace
- Podčeleď: pandy (Ailuropodinae)
  - Rod Ailuropoda
    - panda velká (Ailuropoda melanoleuca)
- Podčeleď: krátkohlaví medvědi (Tremarctinae)
  - †Arctodus
    - medvěd krátkočelý (Arctodus simus) – vyhynulý
    - Arctodus pristinus – vyhynulý

  - †Arctotherium
    - Arctotherium brasilense – vyhynulý
    - Arctotherium latidens – vyhynulý

  - Tremarctos
    - medvěd brýlatý (Tremarctos ornatus)
- Podčeleď: medvědi (Ursinae)
  - Helarctos
    - medvěd malajský (Helarctos malayanus)

  - Melursus
    - medvěd pyskatý (Melursus ursinus)

  - Ursus
    - medvěd baribal (Ursus americanus)
    - medvěd hnědý (Ursus arctos)
    - medvěd lední (Ursus maritimus)
    - medvěd ušatý (Ursus thibetanus)
    - Ursus deningeri – vyhynulý
    - Ursus etruscus – vyhynulý
    - Ursus minimus – vyhynulý
    - medvěd jeskynní (Ursus spelaeus) – vyhynulý